# Zsidovin község
Zsidovin község (románul: Comuna Berzovia) község Krassó-Szörény megyében, Romániában. Központja Zsidovin, beosztott falvai Gertenyes, Krassófüzes.

## Népessége
A 2011-es népszámlálás adatai alapján a község népessége 3891 fő volt.